# Yorktown-Raffinerie
Die Yorktown-Raffinerie (englisch: Yorktown Refinery) von Western Refining war eine US-amerikanische Raffinerie in Yorktown (York County) im Bundesstaat Virginia. Im September 2010 wurde die Raffinerie stillgelegt.

## Lage
Das Raffineriegelände befindet sich in Yorktown am York River. Westlich des Raffineriegeländes schließt sich das 1141 MW Öl- und Kohlekraftwerk Yorktown Power Station an.

## Geschichte
1956 baute die Standard Oil of Indiana die Raffinerie auf dem Goodwin Neck in Yorktown. Nach der Fusion von Amoco mit der BP gehörte die Raffinerie bis 2002 zum BP-Konzern. Giant Industries kaufte die Yorktown-Raffinerie 2002 für 127,5 Mio. $. Es war neben der Ciniza-Raffinerie und die Bloomfield-Raffinerie die dritte Raffinerie von Giant Industries. Giant Industries wurde selbst 2007 von Western Refining übernommen. Am 25. November 2005 brach ein Feuer in einer Prozessanlage der Raffinerie aus. Zwischen dem 15. Januar und dem 30. März 2006 wurde die Raffinerie nach Beseitigung der Schäden wieder in Betrieb genommen.
Im September 2010 wurde die Raffinerie stillgelegt, jedoch der Schiff- und Terminalbetrieb aufrechterhalten. Die stillgelegte Raffinerie wurde zum 29. Dezember 2011 an Plains All American Pipeline verkauft, welche die Prozessanlagen abbauten und verkauften. Auf dem Gelände wurde ein Tanklager zur Versorgung über Schiff, Land und Schiene errichtet. Auch der Pipelinebetrieb ist weiterhin aktiv.

## Technische Daten
Die Raffinerie war an die Colonial Pipeline angeschlossen. Es bestand ein Anschluss an das Eisenbahnnetz sowie über den York-River an den Schiffsverkehr.

### Verarbeitungsanlagen
- Atmosphärische Destillation
- Vakuum-Destillation
- FCC-Einheit
- Delayed Koker
- Entschwefelungsanlagen
- Reformer